# Rita Cadillac
Rita Cadillac, nata Nicole Yasterbelsky (18 maggio 1936 – 4 aprile 1995), è stata una danzatrice e attrice francese.

## Filmografia parziale

### Cinema
- Fino all'ultimo (Jusqu'au dernier), regia di Pierre Billon (1957)
- Due minuti per decidere (Me faire ça à moi), regia di Pierre Grimblat (1961)
- La regina dello strip-tease (Juventud a la intemperie), regia di Ignacio F. Iquino (1961)
- Un clair de lune à Maubeuge, regia di Jean Chérasse (1962)
- Colpo grosso al casinò (Mélodie en sous-sol), regia di Henri Verneuil (1963)
- U-Boot 96 (Das Boot), regia di Wolfgang Petersen (1981)

### Televisione
- I gialli insoliti di William Irish (Histoires insolites) - serie TV, un episodio (1974)
- Das Boot - miniserie TV, 3 episodi (1985)